# Grant City (Missouri)
Grant City település az Amerikai Egyesült Államok Missouri államában, Worth megyében, melynek megyeszékhelye is. Lakosainak száma 817 fő (2020. április 1.).

## Népesség
A település népességének változása:

| 2010 | 859 |
| 2020 | 817 |